# Homero Corbo Martinez
Homero Corbo Martinez war ein uruguayischer Politiker.
Corbo Martinez, der der Partido Colorado angehörte, hatte als Repräsentant des Departamento Rocha in der 32. Legislaturperiode im Zeitraum vom 7. Juni 1934 bis zum 24. Mai 1938 ein Mandat als stellvertretender Abgeordneter in der Cámara de Representantes inne.